# 18 Wheels of Steel
18 Wheels of Steel est une série de jeux de simulation de véhicules développés par SCS Software et publiés par ValuSoft de 2002 à 2011, en tant que spin-off de Hard Truck, le premier jeu devenant le troisième jeu Hard Truck sorti.

## Jeux
| 2002 | Hard Truck: 18 Wheels of Steel         |
| 2003 | 18 Wheels of Steel: Across America     |
| 2004 | 18 Wheels of Steel: Pedal to the Metal |
| 2005 | 18 Wheels of Steel: Convoy             |
| 2006 | 18 Wheels of Steel: Haulin'            |
| 2007 | 18 Wheels of Steel: American Long Haul |
| 2008 |                                        |
| 2009 | 18 Wheels of Steel: Extreme Trucker    |
| 2010 |                                        |
| 2011 | 18 Wheels of Steel: Extreme Trucker 2  |

### Hard Truck: 18 Wheels of Steel[31 août 2002]
Le premier opus de la série, sorti en 2002.

### 18 Wheels of Steel: Across America[23 septembre 2003]
Cet épisode est très similaire à Hard Truck : 18 Wheels of Steel, sauf que les graphiques ont été mis à jour, plus de camions et de fret ont été ajoutés et une nouvelle carte a été créée qui permet aux utilisateurs de voyager à travers tout le continent américain, à travers 30 villes. Dans cette version, les joueurs peuvent choisir parmi 30 camions et plus de 40 remorques. Le temps est composé d'un total de 24 minutes par jour. Ce jeu se concentre sur la livraison de marchandises. Les joueurs affronteront également 3 pilotes IA. Contrairement à Hard Truck : 18 Wheels of Steel, le temps de sommeil a été supprimé de la simulation. Il existe un modèle de trafic amélioré ainsi que des avions, des hélicoptères et des trains avec des sons authentiques.

### 18 Wheels of Steel: Pedal to the Metal[30 août 2004]
Dans cet épisode, sorti en 2004, l'utilisateur peut voyager à travers tout le continent américain, ainsi que dans le nord du Mexique et le sud du Canada, à travers 30 villes. Le temps de sommeil a été ramené dans cette version. Il a un modèle de trafic amélioré. 18 Wheels of Steel : Pedal to the Metal nécessite OpenGL. Il est le premier jeu de camionnage à présenter plus d'un pays.

### 18 Wheels of Steel: Convoy[1erseptembre 2005]
Dans cette mise à jour, le joueur peut voyager à travers les États-Unis, ainsi que dans le sud du Canada, bien que cela diffère de 18 Wheels of Steel : Pedal to the Metal car les villes mexicaines ne sont pas présentes. Le joueur peut voyager à travers plus de 30 villes et choisir parmi plus de 35 plates-formes, 45 cargaisons et 47 remorques. Le joueur doit utiliser la souris pour regarder les rétroviseurs à l'extérieur de la cabine. Les graphismes sont également beaucoup améliorés dans cette version, et les utilisateurs peuvent voir les conducteurs dans d'autres véhicules et lorsque les camions sont « traînés » sous 1500 tr/min, ils émettent un échappement noir tout comme le font les anciens camions non informatisés. Cependant, d'autres fonctionnalités graphiques telles que les jauges de tableau de bord dynamiques ont été remplacées par de simples textures inanimées, bien que cela et des bogues mineurs aient été corrigés avec un correctif publié par SCS Software en 2008. Les joueurs peuvent également acheter des choses pour se protéger.

### 18 Wheels of Steel: Haulin[8 décembre 2006]
Cet épisode ajoute plus de villes et présente des graphismes plus réalistes, mais le Mexique n'est pas présent dans cet épisode, comme dans 18 Wheels of Steel : Convoy . La possibilité d'utiliser des bandes sonores personnalisées et de sauvegarder des jeux pendant les livraisons a également été ajoutée. Les utilisateurs peuvent choisir parmi 32 plates-formes, plus de 45 cargaisons et plus de 47 remorques dans le jeu, y compris des doubles remorques. Le jeu ne nécessite pas un ordinateur très puissant pour fonctionner correctement car il peut fonctionner sur la plupart des anciens PC. Le moteur du jeu, Prism3D, peut ne pas répondre sur les anciennes cartes graphiques, ce qui entraînera un crash du jeu au démarrage du jeu. Les pays incluent les États-Unis et le Canada.

### 18 Wheels of Steel: American Long Haul[3 décembre 2007]
Cette tranche du jeu est très similaire et a le même jeu que 18 Wheels of Steel : Haulin'  mais avec des sociétés renommées, 2 nouveaux camions et 3 villes au Mexique ajoutés. Les 9 villes précédentes [Chihuahua, Guaymas, Monterrey, etc.] de 18 Wheels of Steel : Pedal to the Metal sont de retour mais la carte de chacune a été légèrement mise à jour.

### 18 Wheels of Steel: Extreme Trucker[23 septembre 2009]
Extreme Trucker permet au joueur de livrer des cargaisons dans l'une des trois zones principales du jeu : Yungas Road (également connue sous le nom de Road of Death), Tuktoyaktuk Winter Road et l'Australian Outback. Ce jeu est assez différent des versions précédentes car tout le concept a été changé. Le joueur ne peut plus conduire en itinérance libre sauf s'il décide de faire le tour de la carte lors d'une livraison, mais il ne peut choisir une offre d'emploi dans le menu de sélection que si les utilisateurs ont satisfait à ses exigences d'avoir plusieurs nouveaux camions et des livraisons accomplies. Les camions et les voitures sont calqués sur de vraies marques, bien que les utilisateurs ne puissent posséder aucun véhicule pendant le jeu et soient simplement des chauffeurs de camion à la recherche de divers emplois. Le jeu a été généralement mal accueilli par les critiques. Le jeu a été principalement critiqué pour le changement de concept de série. Mais il a été bien accueilli par les joueurs et certaines critiques ont été positives envers le jeu et ont félicité le jeu pour ses graphismes et son gameplay.

### 18 Wheels of Steel: Extreme Trucker 2[6 janvier 2011]
Sorti en 2011, Extreme Trucker 2 est une suite de 18 Wheels of Steel : Extreme Trucker. Le jeu a deux emplacements supplémentaires : Montana et Bangladesh, et quelques nouveaux types de fret.